# República bananera

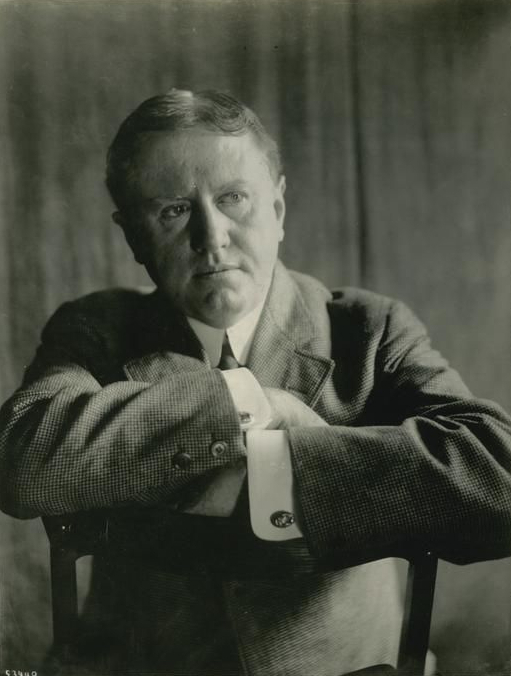
L'escriptor O. Henry (William Sydney Porter, 1862–1910), va encunyar la frase república banananera.

República bananera és un terme polític pejoratiu que designa un país políticament inestable dependent del sector econòmic primari (per exemple de les bananes) que és regit per una plutocràcia, un petit i autoelegit grup acabalat que explota el país com una oligarquia política i econòmica. El terme república bananera originàriament designa la fictícia “República d'Anchuria”, una “dictadura servil” amb corrupció política que explota grans plantacions agrícoles, especialment de bananes. En la política dels Estats Units, aquest terme va ser utilitzat primer per l'escriptor O. Henry en el seu llibre Cabbages and Kings (1904), que deriva de la seva residència a Honduras entre 1896–97 quan s'amagava d'un cas de corrupció bancària.
A la pràctica, una república bananera és un país que opera amb els beneficis com si fos una empresa privada i amb monopolis afavorits; els deutes, en canvi, són responsabilitat pública.